# Clemens August Schröder
Clemens August Schröder (* 1824 auf Schloss Wachendorf; † 5. Mai 1886 in Aachen) war ein deutscher Jurist und Rittergutsbesitzer in der Rheinprovinz. Er saß im Konstituierenden Reichstag des Norddeutschen Bundes.

## Leben
Schröder besuchte von 1843 bis 1846 die Rheinische Friedrich-Wilhelms-Universität und wurde 1844 im Corps Palatia Bonn recipiert. Nach den Examen wurde er Gerichtsassessor am Landgericht Aachen. Seit 1862 vertrat er die Ritterschaft im Provinziallandtag (Preußen) der Rheinprovinz. 1867/68 war er Abgeordneter im Preußischen Abgeordnetenhaus. Für den Wahlkreis Köln 3 (Bergheim (Erft), Euskirchen) und die Freikonservative Vereinigung kam er im Februar 1867 in den Konstituierenden Reichstag des Norddeutschen Bundes.